# Dalechampia schippii
Dalechampia schippii är en törelväxtart som beskrevs av Paul Carpenter Standley. Dalechampia schippii ingår i släktet Dalechampia och familjen törelväxter.
Artens utbredningsområde är Belize. Inga underarter finns listade i Catalogue of Life.